# Бирзава (Арад)
Бирзава (рум. Bârzava) — село у повіті Арад в Румунії. Адміністративний центр комуни Бирзава.
Село розташоване на відстані 370 км на північний захід від Бухареста, 52 км на схід від Арада, 143 км на південний захід від Клуж-Напоки, 70 км на північний схід від Тімішоари.

## Населення
За даними перепису населення 2002 року у селі проживали 974 особи, з них 964 особи (99,0%) румунів. Рідною мовою 965 осіб (99,1%) назвали румунську.